# 前田恵 (政治家)
前田 恵（まえだ めぐむ、1951年3月28日 - ）は、日本の政治家。元徳島県海陽町長（1期）。

## 経歴
徳島県立海南高等学校卒業。1969年に旧海部町職員となり、教育次長・税務保険課長・住民福祉課長を歴任。1999年から2006年まで同町の教育長を務めた。
2014年4月23日の海陽町長選挙で無投票で当選した。
2018年の町長選で前町議の三浦茂貴との一騎打ちに敗れ、落選。